# 18099 Flamini
18099 Flamini (2000 LD27) là một tiểu hành tinh vành đai chính được phát hiện ngày 6 tháng 6 năm 2000 bởi Dự án nghiên cứu tiểu hành tinh gần Trái Đất Lowell ở Trạm Anderson Mesa.